# Ilja Muromez

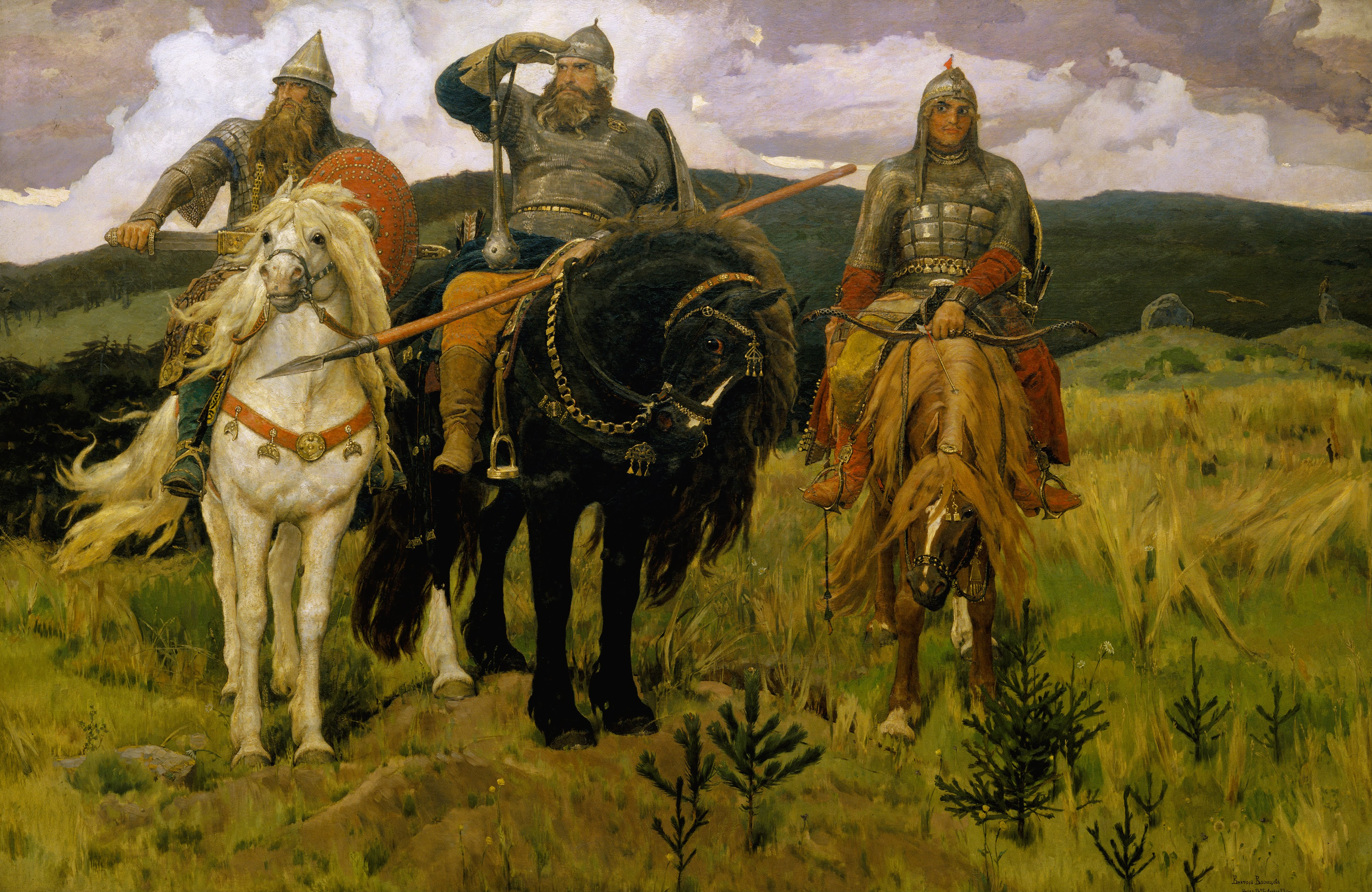
Die drei Bogatyri, ein Gemälde des russischen Malers Wasnezow. In der Mitte befindet sich Ilja Muromez, links Dobrynja Nikititsch und rechts Aljoscha Popowitsch.

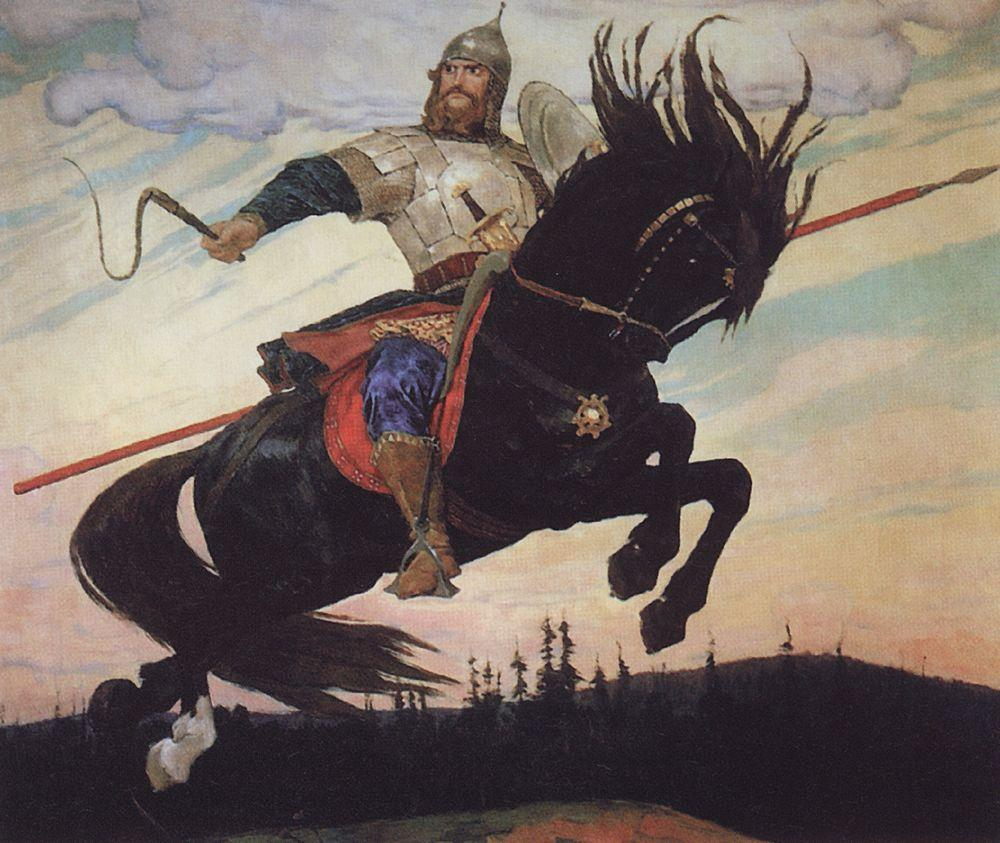
Ilja Muromez, ebenfalls ein Gemälde Wasnezows.

Ilja Muromez (russisch Илья Муромец, deutsch Ilja von bzw. aus Murom) ist eine Heldengestalt der Kiewer Tafelrunde. Er ist der bekannteste der drei Bogatyri.

## Leben
Der russischen Legende nach wurde Ilja Muromez als Sohn eines Bauern in Karatschajewo in der Nähe der Stadt Murom geboren. Während seiner Kindheit soll er oft krank gewesen sein und war bis zu seinem 30. Lebensjahr gelähmt, als er auf wundersame Weise von zwei Pilgern durch Gabe eines Met-Trunkes geheilt wurde. Später übertrug ihm der Recke Swjatogor kurz vor seinem Tod seine übermenschlichen Kräfte. Ilja befreite die besetzte Stadt Kiew und verteidigte Tschernigow gegen die Petschenegen. Sein Pferd konnte mit menschlicher Stimme sprechen.
Seine Heldentaten wurden in mehreren Bylinen besungen:
- Drei-Wege-Kreuzung
- Gefangennahme des Räubers Nachtigall im Brjansker Wald
- Tatarenheer wird dazu angeregt, über seine Ehre nachzudenken
- Flucht aus dem Kerker einer Fürstin
- Lehrstück über das Maßhalten im Trinken und Essen
- Überlistung des Teufels/Dämons
- Lehrstück über die Nichtigkeit des Reichtums
- Streit mit dem Fürsten Wladimir
- Befreiung der Stadt Tschernihiw von einem Tatarenheer

Er ist die einzige Sagengestalt, die von der russisch-orthodoxen Kirche heiliggesprochen wurde. Seine sterblichen Überreste ruhen angeblich mumifiziert in den Asketenhöhlen im Kiewer Höhlenkloster und können dort besichtigt werden.

„So wie das politische und sociale Leben Russlands sich hauptsächlich um Kiew, Nowgorod und Moskau gruppirte, so finden wir auch die epischen Lieder in drei Sagenkreise getheilt, einen jeden in näherer Beziehung zu einer dieser drei Stätten, von denen jede ihre besondere Bedeutung im Nationalleben hatte und bestimmte ethische Principien repräsentirte. Kiew als ältester Sitz der russischen Macht und des Nationallebens erscheint auch in den Bylina’s, zumal in den ältesten, als Ort der Handlung; die Helden der Sage gruppiren sich um den Fürsten Wladimir, der zu Kiew seine Residenz hält und neben diesem erscheint fast in allen Liedern der Bogatyr (Held) Ilja Muroméz (aus dem Districte Murom), der Haupt- und Lieblingsheld des russischen Volkes.
Die russischen Epen zerfallen in Gesänge, die von den älteren Helden und in solche, die von den jüngeren handeln. Die älteren sind mythischen Ursprungs und verlieren sich im Dunkel der altslawischen Mythologie. […] Zu den jüngeren Helden gehört der eben erwähnte «Ilja Muromez». […]
Dieser Ilja ist nun die Personificirung der ethischen Anschauungen des russischen Volkes und als solcher besonders interessant. Ilja ist kein Ritterssohn, kein Fürst, keiner der Grossen der Erde, er lebt und stirbt als Bauer. Nie strebt er darnach, seine sociale Stellung zu heben und verwirft alle Anträge, ihn zu erhöhen oder zum Fürsten zu machen. […] Ein friedlicher, ja ein humaner Zug charakterisirt diesen Helden. […]“

„Ilja der Bauersohn […] sei der Ausdruck des russischen Volksgeistes, der bei aller Rohheit im Grunde überall die Züge schöner Menschlichkeit zeige. Der Despotismus mit seinen Folgen sei aus Byzanz dem russischen Reiche importirt; das Volk sei, wie Ilja, friedsam, mildmüthig, von allem Egoismus fern. Aus diesen Eigenschaften erwachse die Hoffnung auf eine grosse weltgeschichtliche Mission des russischen Volkes.“

## Rezeption
1819 erschien in Leipzig anonym das Buch Fürst Wladimir und dessen Tafelrunde. Altrussische Heldenlieder in Nachdichtungen von Carl Heinrich von Busse, in dem in vierhebigen Trochäen u. a. die Taten des Ilja von Murom besungen werden; 1892 erschien Bernhard Sterns Prosaadaption Fürst Wladimirs Tafelrunde. Altrussische Heldensagen.
Rainer Maria Rilke thematisierte Ilja von Murom im ersten Gedicht des in der Sammlung Das Buch der Bilder erschienenen Gedichtkreises Die Zaren (1899/1906). Auch seine märchenhafte Prosaerzählung Der Drachentöter (1901) mag zumindest teilweise von der Heldengestalt des Ilja Muromez inspiriert sein.
Die dritte Symphonie h-Moll op. 42 (1911) von Reinhold Moritzewitsch Glière hat die Heldentaten des Ilja Muromez zum Programm.
Der 1914 von dem Flugzeugkonstrukteur Igor Iwanowitsch Sikorski entwickelte erste viermotorige Bomber Russlands, die Sikorski Ilja Muromez, wurde nach der Heldengestalt benannt.
Zwischen 1915 und 1922 verfasste der lettische Schriftsteller Rainis seine „Russische Tragödie in fünf Aufzügen“ (Krievu traģēdija piecos cēlienos) Iļja Muromietis.
1920 wurde in Kalifornien Charles Caldwell Dobies Ilya of Murom. A Folk-tale drama mit Musik von Ulderico Marcelli aufgeführt.
Der Berliner Schriftsteller Hans Voss (1888–1945) verarbeitete den Stoff 1933 zu einer eigenständigen Dichtung in neun Gesängen. Sein Epos Ilja von Murom erschien postum 1970 bei Hamerkaz Press, Tel Aviv, herausgegeben von Emanuel bin Gorion, und 1982 bei der Werkgemeinschaft Kunst- und Heilpädagogik Weißenseifen.
Mosfilm produzierte 1956 den Film Ilja Muromez nach einem Drehbuch von Michail Kochnjew. Regie führte Alexander Ptuschko. Darsteller waren unter anderen Boris Andrejew, Ninel Myschkowa und Andrei Abrikossow.
Der Asteroid des inneren Hauptgürtels (2968) Iliya ist nach ihm benannt.